# Czech Juniors
Das Czech Juniors (auch Czech Junior International genannt) ist im Badminton die offene internationale Meisterschaft von Tschechien für Junioren und damit das bedeutendste internationale Juniorenturnier in Tschechien. Es wurde erstmals im Jahr 2001 ausgetragen.

## Die Sieger
| Saison | Herreneinzel         | Dameneinzel       | Herrendoppel                             | Damendoppel                                | Mixed                                   |
| ------ | -------------------- | ----------------- | ---------------------------------------- | ------------------------------------------ | --------------------------------------- |
| 2001   | Rafał Hawel          | Elke Biesbrouck   | Miha Šepec jr. Sergej Pouh               | Evy Descamps Elke Biesbrouck               | Stanislav Kohoutek Martina Benešová     |
| 2002   | Rafał Hawel          | Urška Silvester   | Rafał Hawel Adam Cwalina                 | Karolina Kosińska Agata Doroszkiewicz      | Petr Koukal Martina Benešová            |
| 2003   | Anand Pawar          | Saina Nehwal      | Wojciech Szkudlarczyk Adam Cwalina       | Heather Olver Jenny Wallwork               | Chris Adcock Jenny Wallwork             |
| 2004   | Krasimir Jankov      | Urška Silvester   | Wojciech Szkudlarczyk Łukasz Moreń       | Yana Vorotnikova Mariya Martynenko         | Tom Armstrong Catherine Grant           |
| 2005   | Pavel Florián        | Kristína Ludíková | Michał Rogalski Mateusz Szałankiewicz    | Kristína Ludíková Dominika Koukalová       | Jakub Bitman Kristína Ludíková          |
| 2006   | Kieran Merrilees     | Linda Sloan       | Maxime Renault Laurent Constantin        | Marlena Flis Natalia Pocztowiak            | Laurent Constantin Émilie Lefel         |
| 2007   | Matevž Bajuk         | Petra Petranović  | Freek Golinski Matijs Dierickx           | Petra Hofmanová Šárka Křížková             | Damien Macquet Debbie Janssens          |
| 2008   | Adrian Dziółko       | Romina Gabdullina | Matevž Bajuk Matthias Bertsch            | Romina Gabdullina Anastasia Chervyakova    | Denis Grachev Anastasia Chervyakova     |
| 2009   | Anatoliy Yartsev     | Yelyzaveta Zharka | Mateusz Dubowski Maciej Poulakowski      | Yelyzaveta Zharka Yuliya Kazarinova        | Denis Grachev Anastasia Chervyakova     |
| 2010   | Lucas Claerbout      | Yelyzaveta Zharka | Marin Baumann Gaëtan Mittelheisser       | Cyrielle Grosjean Lauren Meheust           | Gaëtan Mittelheisser Lorraine Baumann   |
| 2011   | Julien Maio          | Jana Čižnárová    | Julien Maio Antoine Lodiot               | Kateřina Krejčová Lucie Pilařová           | Urban Turk Urša Arih                    |
| 2012   | Adam Mendrek         | Lucie Černá       | Maciej Dąbrowski Dominik Stebnicki       | Maja Pavlinić Dorotea Sutara               | Dávid Balucha Martina Repiská           |
| 2013   | Mateusz Świerczyński | Mariya Mitsova    | Miłosz Bochat Mateusz Świerczyński       | Maria Dmitrieva Elizaveta Tarasova         | Miłosz Bochat Joanna Stanisz            |
| 2014   | Wolfgang Gnedt       | Elizaveta Pyatina | Aleksander Jabłoński Krzysztof Jakowczuk | Magdalena Lajdová Denisa Šikalová          | Przemysław Szydłowski Joanna Stanisz    |
| 2015   | Jan Louda            | Réka Madarász     | Aleksander Jabłoński Paweł Śmiłowski     | Wiktoria Dąbczyńska Aleksandra Goszczyńska | Paweł Śmiłowski Magdalena Świerczyńska  |
| 2016   | Daniel Nikolov       | Holly Newall      | Robert Cybulski Paweł Śmiłowski          | Molly Chapman Freya Redfearn               | Christopher Grimley Ciara Torrance      |
| 2017   | Julien Carraggi      | Maria Delcheva    | Zach Russ Steven Stallwood               | Milou Lugters Alyssa Tirtosentono          | Steven Stallwood Réka Madarász          |
| 2018   | Joakim Oldorff       | Amy Tan           | David Brandt Marcus Rindshøj             | Kateřina Mikelová Nela Němcová             | Lalaina Ramanana-Rahary Lynn Brecheteau |
| 2019   | Matthias Kicklitz    | Arina Marushchak  | Mihajlo Tomić Sergej Lukić               | Flavie Vallet Emilie Vercelot              | Mihajlo Tomić Marija Sudimac            |
| 2020   | nicht ausgetragen    | nicht ausgetragen | nicht ausgetragen                        | nicht ausgetragen                          | nicht ausgetragen                       |
| 2021   | Eogene Ewe           | Ong Xin Yee       | Choi Jian Sheng Bryan Jeremy Goonting    | Estelle van Leeuwen Holly Williams         | Samuel Jones Holly Williams             |
| 2022   | Rui Sato             | Mei Sudo          | Kenta Matsukawa Yuto Nakashizu           | Varvara Frolova Sofiia Lavrova             | Rui Sato Mei Sudo                       |
| 2023   | Pranay Shettigar     | Liao Jui-chi      | Zi Hin Chong Lee Tao Ong                 | Lee Pin-yi Liao Jui-chi                    | Ma Cheng-yi Liao Jui-chi                |
| 2024   | Sebastian Pinkowicz  | Jelena Buchberger | Kryštof Coufal Filip Titěra              | Kateřina Koliášová Kateřina Osladilová     | Patrik Hrazdíra Kateřina Osladilová     |